# Fernando da Gama e Sousa
Fernando da Gama e Sousa (Rio de Janeiro, 10 de fevereiro de 1925 - Curitiba, 5 de abril de 1993) foi um advogado e político brasileiro.

## Biografia
Nascido na cidade do Rio de Janeiro, era filho de Belarmino da Gama e Sousa e de Ondina Guimarães. Em Curitiba formou-se em direito pela Faculdade de Direito da Universidade Federal do Paraná, em 1955.
Em 1956 foi nomeado oficial-de-gabinete do presidente da República, no governo de Juscelino Kubitschek, permanecendo no cargo durante o governo de Jânio Quadros e parte do governo de João Goulart.
Filiado ao Partido Trabalhista Brasileiro (PTB), elegeu-se deputado federal pelo Paraná, nas eleições de outubro de 1962 e tomando posse em fevereiro de 1963. Em 1965 filiou-se ao Movimento Democrático Brasileiro (MDB). Reelegeu-se deputado federal nas eleições de novembro de 1966, de novembro de 1970 e de 1974. Tentou reeleição em novembro de 1978, obtendo apenas a suplência. Deixou a Câmara em 31 de janeiro de 1979.
Morreu aos 68 anos no dia 5 de abril de 1993.